# Torre Fico
A Torre Fico é uma antiga torre costeira localizada em San Felice Circeo, na Itália.

## História
Construída pela primeira vez em 1563, a estrutura faz parte de um primeiro grupo de quatro torres de vigilância costeiras, que inclui também a Torre Paola, a Torre Moresca e a Torre Cervia, construídas na costa do Monte Circeo para proteger a área dos ataques de piratas sarracenos. Sua construção foi ordenada pelo Papa Pio IV, que em 1562 emitiu um breve confiando aos senhores de Sermoneta e San Felice essa tarefa. O nome da torre provavelmente se origina da presença abundante de cactos de figo-da-índia, chamados de fichi d'India em italiano, que ainda cobrem a encosta rochosa onde está localizada.
A torre foi destruída pelos britânicos em 1809 durante as Guerras Napoleônicas. O Papa Pio VII ordenou sua reconstrução em 1816, concluída no ano seguinte.

## Descrição
A torre está localizada no ponto mais a leste do promontório do Monte Circeo, com vista para a praia abaixo e para o Golfo de Gaeta a leste. A torre tem planta circular.